# Адендорф
Адендорф (нім. Adendorf) — сільська громада в Німеччині, розташована в землі Нижня Саксонія. Входить до складу району Люнебург.
Площа — 16,08 км2. Населення становить 10 903 ос. (станом на 31 грудня 2021).